# Distrito de Charat
El Distrito de Charat es uno de los diez distritos de la Provincia de Otuzco, ubicada en el Departamento de La Libertad, bajo la administración del Gobierno regional de La Libertad, en el Perú. Se ubica aproximadamente a unos 134 kilómetros al Este de la ciudad de Trujillo.
Caseríos : La Ramada, Júlgueda, Cungunday, Chacliandas, Huacarchacap, Tantaday, La Florida, Congoy, Yacat, Centro Poblado Menor de Callancas, Cayanchal y Sañumás y Charat (capital).
Desde el punto de vista jerárquico de la Iglesia católica forma parte de la Arquidiócesis de Trujillo.

## Historia
Fue creado por Ley del 14 de mayo de 1876, en el gobierno del Presidente Manuel Pardo y Lavalle. 

## Geografía
Abarca unas superficie de 68,89 km².
Compuesto por doce caseríos: Cayanchal, C. P. Callancas, Sañumás, Yacat, Congoy, La Florida, Tantaday, Huacarchacap, Chacliandas, Cungunday,  Júlgueda, La Ramada y capital Charat.

## Autoridades

### Municipales
- 2011 - 2014[2]
  - Alcalde: Áureo René Díaz Floreano, del Partido Humanista Peruano (PHP).
  - Regidores:  Carlos Gilberto Mercado Rodríguez (PHP),  Lorenza Magdalena Rodríguez Moreno (PHP), Yonder Teófilo Ávila Luján (PHP), Santos Teobaldo Rodríguez Luján (APP),  Melanio Meregildo Mendoza  (Partido Aprista Peruano).[3]
- 2007 - 2010
  - Alcalde: Edmundo Salvador Medina Rodríguez, de la Alianza electoral Juntos por La Libertad.

### Policiales
- Comisario: SUB OFICIAL BRIGADIER PNP. MANUEL ANTONIO PACHECO OLIVA

### Religiosas
- Arquidiócesis de Trujillo[4]
  - Arzobispo de Trujillo: Monseñor Héctor Miguel Cabrejos Vidarte, OFM.[5]
- Parroquia
  - Párroco: Pbro.